# Кейбл (Вісконсин)
Кейбл (англ. Cable) — місто (англ. town) в США, в окрузі Бейфілд штату Вісконсин. Населення — 853 особи (2020).

## Демографія
Згідно з переписом 2010 року, у місті мешкало 825 осіб у 412 домогосподарствах у складі 231 родини. Було 778 помешкань
Расовий склад населення:
| - 98,1 % — білих - 0,4 % — азіатів - 0,2 % — чорних або афроамериканців - 0,1 % — корінних американців |

До двох чи більше рас належало 1,1 %. Частка іспаномовних становила 0,5 % від усіх жителів.
За віковим діапазоном населення розподілялося таким чином: 15,9 % — особи молодші 18 років, 61,9 % — особи у віці 18—64 років, 22,2 % — особи у віці 65 років та старші. Медіана віку мешканця становила 51,4 року. На 100 осіб жіночої статі у місті припадало 109,9 чоловіків;  на 100 жінок у віці від 18 років та старших — 110,9 чоловіків також старших 18 років.
Середній дохід на одне домашнє господарство  становив 46 503 долари США (медіана — 34 167), а середній дохід на одну сім'ю — 60 139 доларів (медіана — 56 750). Медіана доходів становила 42 917 доларів для чоловіків та 29 091 долар для жінок. За межею бідності перебувало 9,6 % осіб, у тому числі 19,0 % дітей у віці до 18 років та 8,4 % осіб у віці 65 років та старших.
Цивільне працевлаштоване населення становило 381 особа. Основні галузі зайнятості: мистецтво, розваги та відпочинок — 20,7 %, роздрібна торгівля — 14,7 %, будівництво — 11,8 %, освіта, охорона здоров'я та соціальна допомога — 10,0 %.